# 穆利奇齊
51°32′38″N 25°52′36″E / 51.54389°N 25.87667°E
穆利奇齊（烏克蘭語：Мульчиці），是烏克蘭西北部的村莊，隸屬里夫內州的瓦拉什區。該村始建於1629年，面積48.7平方公里，海拔高度152米，2001年人口1,317，人口密度每平方公里27人。